# Jonathan Cott (Publizist)
Jonathan Cott (* 24. Dezember 1942 in New York City) ist ein US-amerikanischer Redakteur, Journalist und Schriftsteller. 

## Leben
Cott war seit der Gründung der Zeitschrift Rolling Stone langjähriger Redakteur des Magazins. Er hat ebenfalls für The New York Times und The New Yorker geschrieben. Er gilt als renommierter Kritiker der Gegenwart. Bekanntheit erlangte er durch seine zahlreichen Essays und Bücher zu Kunst, Literatur und Musik sowie Interviews mit Künstlern wie Leonard Bernstein, Bob Dylan, Glenn Gould, Werner Herzog, Henry Miller, Lou Reed oder Steve Reich. Cott lebt in New York City.

## Bücher (Auswahl)
- The Desert Music: Steve Reich in Conversation with Jonathan Cott, 1984
- Conversations with Glenn Gould, University of Chicago Press 2005 – Deutsche Übersetzung unter dem Titel Nahaufnahme Glenn Gould. Telefongespräche mit Jonathan Cott, Berlin: Alexander Verlag 2012, ISBN 978-3895811807
- Dinner with Lenny: The Last Long Interview with Leonard Bernstein, Oxford University Press 2013 – (Digitalisat)
- Days That I'll Remember: Spending Time with John Lennon and Yoko Ono, Omnibus Press 2013 – (Digitalisat)
- Susan Sontag: The Complete Rolling Stone Interview, New Haven und London: Yale University Press 2013 – Deutsche Übersetzung von Georg Deggerich unter dem Titel Susan Sontag, The Doors und Dostojewski. Das Rolling-Stone-Interview mit Jonathan Cott, Hamburg: Hoffmann und Campe 2014